# Leslie Whateley
Dame Leslie Violet Lucy Evelyn Whateley, DBE, TD (de soltera Wood, su primer apellido de casada fue Balfour; 28 de enero de 1899 – 4 de julio de 1987), desde octubre de 1943 hasta mayo de 1946 fue directora del Servicio Territorial Auxiliar (en inglés, Auxiliary Territorial Service, abr. ATS) la rama femenina del Ejército Británico durante la Segunda Guerra Mundial.

## Biografía
Nació el 28 de enero de 1899 en Paddington un barrio dentro de la ciudad de Westminster, en el centro de Londres. Su madre fue Ada Lilian Wood, de soltera Hutton, y su padre fue el capitán (luego coronel en el regimiento de la ciudad de Londres) Evelyn Michell Fitzgerald Wood, cuyo servicio activo comenzó con la expedición Ashanti de 1895. Era nieta del mariscal de campo Sir Evelyn Wood.
Leslie Wood recibió una selecta educación en conventos de la Sociedad del Santo Niño Jesús en St Leonards (Sussex), y en Cavendish Square (Londres). Después de dejar la escuela a la edad de dieciséis años, se convirtió en secretaria de su abuelo, en su casa cerca de Winchester, donde recibió una sólida educación en administración y métodos militares. Ayudó a Sir Evelyn durante el período en que estaba escribiendo su libro de memorias Winnowed Memories (1918). Posteriormente trabajó como secretaria para varias asociaciones de enfermería.
El 8 de julio de 1922 se casó, en primer lugar, con William John Balfour. El matrimonio terminó en divorcio en 1939. Se casó, en segundo lugar, con S/Ldr Harry Raymond Whateley, el 21 de septiembre de 1939.
En 1938 se unió al Servicio Territorial Auxiliar en respuesta a un anuncio de la BBC sobre la formación del ejército de mujeres y se convirtió en oficial subalterno después de recibir capacitación en Chelsea Barracks. Se desempeñó como subdirectora de la ATS desde septiembre de 1941. El 31 de octubre, la anterior directora del ATS Jean Knox dimitió por problemas de salud y Leslie Whateley fue nombrada su sucesora. Durante su tiempo como directora de 1943 a 1946, Leslie Whateley trabajó con la princesa real, quien era controladora-comandante de la ATS, y en 1945 la princesa Isabel, de diecinueve años, eligió unirse a la ATS. Realizó su entrenamiento en el Centro de Capacitación de Transporte Mecánico ATS en Aldershot. La princesa, quien más tarde se convertiría en Isabel II, fue nombrada como segunda subalterna de Windsor el 5 de marzo de 1945.
Después de retirarse del ATS el 3 de mayo de 1946, se retiró a una granja en Devon donde ella y su esposo se dedicaron a restaurar una antigua propiedad de 500 años prácticamente abandonada. En 1951, fue nombrada directora de la Asociación Mundial de Guías Scouts (en inglés, World Association of Girl Guides and Girl Scouts o WAGGGS). Entre 1951 y 1964, mientras estuvo en el cargo, viajó por todo el mundo fomentando la difusión del movimiento Scouts, especialmente en Asia y África.
En 1948, publicó sus memorias por Hutchinson Publishing en Melbourne (Australia) titulada As Thoughts Survive (Como los pensamientos sobreviven), una monografía con un prefacio de la entonces princesa eral María del Reino Unido. En 1974, publicó un segundo libro de memorias titulado, Yesterday, Today and Tomorrow (Ayer, hoy y mañana). Murió a los ochenta y ocho años el 4 de julio de 1987 en Little Somerford (Wiltshire).

## Condecoraciones
En 1943, fue nombrada Comendadora de la Orden del Imperio Británico (CBE) y en 1946, cuando se retiró como directora del Servicio Territorial Auxiliar, recibió el título de Dama Comendadora de la Orden del Imperio Británico (DBE), Además Francia reconoció sus servicios en el equipamiento y entrenamiento de mujeres voluntarias francesas durante su estancia en Gran Bretaña, nombrándola Caballero de la Legión de Honor y con la Croix de Guerre con estrella de plata.
En junio de 1951, se le otorgó la Condecoración Territorial (Territorial Decoration o TD) por su largo servicio en las reservas.
En 1965, fue galardonada con el Lobo de Bronce, la única distinción que concede la Organización Mundial del Movimiento Scout, otorgada por el Comité Scout Mundial «por servicios excepcionales al Movimiento Scout mundial».